# Йост Мецлер
Йост Мецлер (нім. Jost Metzler; 26 лютого 1909, Альтсгаузен — 29 вересня 1975, Равенсбург) — німецький офіцер-підводник, корветтен-капітан крігсмаріне. Кавалер Лицарського хреста Залізного хреста.

## Біографія
Моряк торгового флоту. У жовтні 1933 року вступив в рейхсмаріне офіцером з питань морської торгівлі. 1 січня 1934 року зарахований на дійсну службу. Служив на торпедному катері Т-196 і на міноносцях. Після початку війни здійснив 13 бойових походів на мінному тральщику «Грілле». У квітні 1940 року переведений в підводний флот. 2 листопада 1940 року призначений командиром підводного човна U-69, на якому здійснив 4 походи (провівши в морі в цілому 117 днів). Під час першого походу (з Кіля в Сен-Назар) потопив 3 кораблі загальною водотоннажністю 18 576 т. Найбільш вдалим для Мецлера став його третій похід: він записав на свій рахунок 5 кораблів (водотоннажністю 25 544 т), крім того, його човен встановив в бухті Лагоса міни. У серпні 1941 року Мецлер захворів і 28 серпня 1941 року залишив командування U-69. Після одужання Мецлер служив інструктором з бойової підготовки в 25-й і 27-й флотиліях. З 1 лютого по 30 червня 1943 року командував підводним човном U-847, але в бойових діях участі не приймав. Всього за час бойових дій Мецлер потопив 11 кораблів загальною водотоннажністю 56 318 брт і пошкодив 1 корабель водотоннажністю 4887 брт.
| Дата            | Назва корабля                      | Тип                | Тоннаж, брт | Вантаж | Екіпаж | Загинули | Країна             | Конвой |
| --------------- | ---------------------------------- | ------------------ | ----------- | --- | ------ | -------- | ------------------ | ------ |
| 17 лютого 1941  | Siamese Prince                     | Торговий теплохід  | 8,456       | Генеральні вантажі | 68     | 68       | Британська імперія |        |
| 19 лютого 1941  | Empire Blanda                      | Торговий пароплав  | 5,693       | Металобрухт і сталь | 40     | 40       | Британська імперія | HX-107 |
| 23 лютого 1941  | Marslew                            | Торговий пароплав  | 4,542       | 6000 тонн генеральних вантажів                                                                                                   | 36     | 13       | Британська імперія | OB-288 |
| 30 березня 1941 | Coultarn                           | Торговий пароплав  | 3,759       | Баласт | 42     | 3        | Британська імперія | OB-302 |
| 3 квітня 1941   | Thirlby (пошкоджений)              | Торговий пароплав  | 4,887       | Пшениця | 40     | 2        | Британська імперія | SC-26  |
| 21 травня 1941  | Robin Moor                         | Торговий пароплав  | 4,999       | 5100 тонн генеральних вантажів, включаючи олов'яні плити, сталеві рейки, холодильники, легкові автомобілі, вантажівки і трактори | 46     | 0        | США                |        |
| 21 травня 1941  | Tewkesbury                         | Торговий пароплав  | 4,601       | 3548 тонн генеральних вантажів, 2000 тонн пшениці і 1928 тонн консервованого м’яса                                               | 42     | 0        | Британська імперія |        |
| 31 травня 1941  | Sangara (безповоротно втрачений)   | Торговий теплохід  | 5,445       | Генеральні вантажі | ?      | 1        | Британська імперія |        |
| 4 червня 1941   | Robert Hughes (підірвався на міні) | Землесосний снаряд | 2,879       | | 31     | 14       | Британська імперія |        |
| 27 червня 1941  | Empire Ability                     | Торговий пароплав  | 7,603       | 7725 тонн цукру, 238 тонн рому, 400 тонн ядер та 35 тонн клітковини                                                              | 109    | 2        | Британська імперія | SL-78  |
| 27 червня 1941  | River Lugar                        | Торговий пароплав  | 5,423       | 9250 тонн залізної руди | 46     | 40       | Британська імперія | SL-78  |
| 3 липня 1941    | Robert L. Holt                     | Торговий пароплав  | 2,918       | Баласт | 56     | 56       | Британська імперія | OB-337 |

У жовтні 1943 року призначений командиром сформованої в Піллау 19-ї флотилії підводних човнів. Керував підготовкою екіпажів підводних човнів до кінця війни.

## Звання
- Кандидат в офіцери (1 квітня 1932)
- Фенріх-цур-зее (1 січня 1934)
- Оберфенріх-цур-зее (1 вересня 1935)
- Лейтенант-цур-зее (1 січня 1936)
- Оберлейтенант-цур-зее (1 жовтня 1937)
- Капітан-лейтенант (1 жовтня 1939)
- Корветтен-капітан (1 жовтня 1943)

## Нагороди
- Медаль «За вислугу років у Вермахті» 4-го класу (4 роки; 1 червня 1936)
- Медаль «У пам'ять 1 жовтня 1938» (20 грудня 1939)
- Залізний хрест
  - 2-го класу (21 грудня 1939)
  - 1-го класу (2 березня 1941)
- Нагрудний знак підводника (12 квітня 1941)
- Відзначений у Вермахтберіхт (27 червня 1941)
- Лицарський хрест Залізного хреста (28 липня 1941)